# بخش اوجو د آگوا
بخش اوجو د آگوا (به اسپانیایی: Departamento Ojo de Agua) یک منطقهٔ مسکونی در آرژانتین است که در استان سانتیاگو دل استرو واقع شده‌است.